# Karatjajbalkariska
Karatjajbalkariska (къарачай-малкъар тил, qaratjaj-malqar til) är ett turkspråk som talas i norra Kaukasien.  Språket har två dialekter: balkariska och karatjajska. Den vanligaste ordföljden är subjekt-objekt-verb. Substantiv böjs i singular och plural och i 6 kasus: nominativ, genitiv, dativ, ackusativ, lokativ och ablativ. Det finns inget grammatiskt genus. Morfologin karaktäriseras av att språket är agglutinerande och använder nästan uteslutande suffix för att böja ord. Istället för prepositioner används postpositioner.
I likhet med andra turkiska språk så finns det ett system för vokalharmoni även i karatjajbalkariska.
År 1996 beräknades språket ha 200 000 talare i Ryssland, med 130 000 talare av karatjajska och 70 000 som talade den balkariska varianten. Mellan 20 000 och 30 000 beräknades tala språket utanför Ryssland, de flesta av dessa talare återfanns i Turkiet men med vissa mindre grupper i Europa och USA.